# 王之翰 (嘉靖進士)
王之翰（？—？），字憲卿，南直隸徽州府祁門縣人。明朝政治人物。

## 生平
嘉靖三十七年（1558年）戊午科應天府鄉試第二名。嘉靖三十八年（1559年），登己未科三甲第十七名進士。授江西建昌府推官。

## 家族
曾祖王鑑；祖父王完；父王冀，母胡氏。严侍下。